# Característiques lingüístiques del castellà parlat per catalanòfons

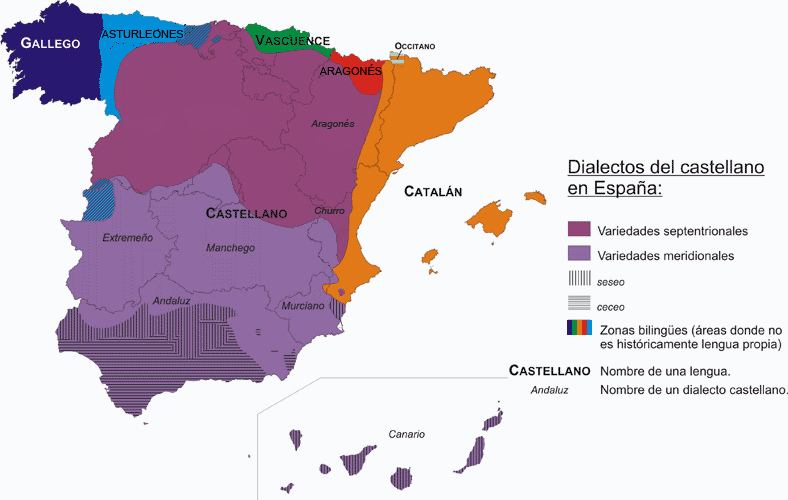
Llengües i dialectes parlats a Espanya vers 1950.

El castellà parlat per catalanòfons presenta unes característiques lingüístiques determinades per la interferència entre els dos sistemes lingüístics en els territoris on la immensa majoria de catalanòfons són actualment, en menor o major grau, bilingües.
El castellà parlat pels catalanòfons nadius s'esforça a seguir les pautes del dialecte septentrional del castellà, o castellà normatiu, sense formar-ne part pròpiament, en no ésser parla transmesa de pares a fills; els trets comuns al català dels catalanòfons tenen a veure amb el paper del català com a substrat, i no pas a cap autonomia dialectal. Això es deu al fet que, històricament, dins del domini lingüístic català el castellà no ha estat llengua transmesa per via familiar, i encara avui no és la primera llengua per als catalanòfons.
Resumim ací alguns dels trets característics del castellà tal com és parlat pels catalanòfons. Generalment es tracta d'interferències del sistema lingüístic català sobre el sistema de la llengua castellana.

## Fonètica

### Vocals i diftongs
- Ús d'al·lòfons oberts [ɛ, ɔ] per a les vocals /e, o/ en síl·laba tònica.
- Articulació d'alguns diftongs creixents com hiatus seguint els hàbits articulatoris del català, és a dir, la seqüència vocal dèbil + vocal es pronuncia com dues vocals en dues síl·labes separades. Exemples: ti-e-ne, du-e-le.
- Articulació dels diftongs formats per dos vocals tancades com a creixents, en comptes de com a decreixents, com és normal en castellà:
  - iu pronunciat [iw] en comptes de la pronunciació castellana genuïna [ju]. Exemple: ciudad pronunciat [θiw'ðat] en comptes de [θju'ðað].
  - ui pronunciat [uj] en comptes de la pronunciació castellana genuïna [wi]. Exemple: cuidado pronunciat [kuj'ðaðo] en comptes de [kwi'ðaðo]; muy pronunciat [muj] en comptes de [mwi].

### Consonants
- Als llocs on es conserva el fonema [v] en català, tant al valencià com en altres dialectes del català, també es manté aquesta diferència en castellà entre "b" [b] / [β] i "v" [v].
- En català les oclusives finals de paraula s'ensordeixen, per això amb freqüència la-d final castellana s'articula com a sorda: autorida[t] - 'autoritat', verda[t] - 'veritat', amista[t] - 'amistat', Madri[t] - 'Madrid'.
- En català les sibilants finals de paraula seguides de vocal se sonoritzen. El so sonor resultant [z] delata els catalanoparlants. Exemple: los otros pronunciat [lo'zotɾos] en comptes de [lo'sotɾos].
- Articulació velaritzada [ɫ] de /l/, especialment en coda sil·làbica.
- El català, tant a l'estàndard com a la majoritat de varietats dialectals, conserva el so [ʎ] per ll, és a dir, no es produeix el ieisme tan estès a moltes regions castellanoparlants.

## Morfologia
- Absència dels demostratius proximitat de segona persona ese, ahí, substituïts pels de primera persona este, aquí, corresponents als catalans 'aquest, aquí', perquè el català estàndard central només té dos graus de demostratius (Això no és així a la majoria del valencià i del balear i en algunes variants de l'Aragó, que sí que tenen tres graus de proximitat).
- Creació de diminutius seguint el sistema del català, amb els sufixos -et, -ete i -eta.
- Major freqüència de l'ús del sufix en nominalitzacions d'adjectius -esa, encara amb adjectius de tres síl·labes que en castellà genuí utilitzen -ez. Exemples:esbelteza per esveltesa, ligereza per lleugeresa, agudeza per agudesa.

## Sintaxi
Són freqüents: 
- Ús de l'article amb noms propis a les regions on en català es fan servir els articles onomàstics. Aquesta és una particularitat considerada un vulgarisme en els parlars castellans genuïns: el Jordi, l'Elena.
- Ús del pronom possessiu en lloc de construccions amb de + pronom personal: Vete delante mío 'Vete delante de mí', Vamos detrás suyo 'Vamos detrás de él'.
- Preferència de la perífrasi d'obligació' he de + INFINITIU (= 'tengo que + INFINITIU').
- Ús en forma personal de la construcció impersonal amb «haber»: *Habían cuatro personas.
- Ús de la preposició sin amb el valor adverbial del català sense: '- ¿Traes la raqueta? -He venido "sin". '
- Construccions partitives amb la preposició de que no existeixen en els parlars castellans genuïns. Exemples: ¿qué pan quieres? dame uno "de" bien tostado.
- Construcció de les frases interrogatives del tipus resposta sí/no amb la partícula interrogativa 'que', a semblança del català. Exemple Que está el Juan?

També es presenten interferències en l'ús de les preposicions, fruit de la influència del règim preposicional català: 
- Estoy aquí, a Barcelona;
- Dequeisme: Pienso de ir al teatro, Considero de que debería venir tu hermano.
- Ús indegut de 'hacer' en expressions perifràstiques on el castellà fa servir altres combinacions: hacer un café con alguien per 'tomar un café con alguien', hacer piña per 'mantenerse unidos', hacer país per 'ser patriota', etc.

## Lèxic
- Poden donar-se construccions com hacer tarde (pel català fer tard), hacer un café 'tomar un café', hacer izquierda 'torcer a la izquierda', sacarme la camisa ('quitarme la camisa'), tampoco no (por 'tampoco') o plegar del trabajo 'salir del trabajo'.
- És molt comú, sobretot a Catalunya, l'ús de les construccions "Déu n'hi do!" (Exclamació de conformació, suficiència o admiració) i "cal" (Verb que expressa requeriment de quelcom), ja que no existeixen traduccions al castellà prou directes.
- Al País Valencià, són expressions d'ús comú "che" (xe, interjecció típica valenciana) o "prou!" (per "¡basta!") en el castellà habitual.
- També és molt típic l'ús de tot de paraules catalanes adaptades a la fonètica castellana: prestache per "prestatge" (moble), rachola per "rajola" (construcció), michana per "mitjana" (carnisseria), enchegar per "engegar".

Entre les generacions més joves, emperò, hi ha casos de catalanòfons que capgiren aquests usos lingüístics i parlen català acastellanat (sistema vocàlic de només 5 vocals, L sense ressonància velar, confusió de L palatal i [j], ensordiment de totes les sibilants, absència de pronoms febles en i hi, etc.).